# Västra Knävatten
Västra Knävatten är en sjö i Munkedals kommun i Bohuslän och ingår i Örekilsälvens huvudavrinningsområde. Sjön är 9,2 meter djup, har en yta på 0,03 kvadratkilometer och befinner sig 163,7 meter över havet.